# Fehér fejfedők festője

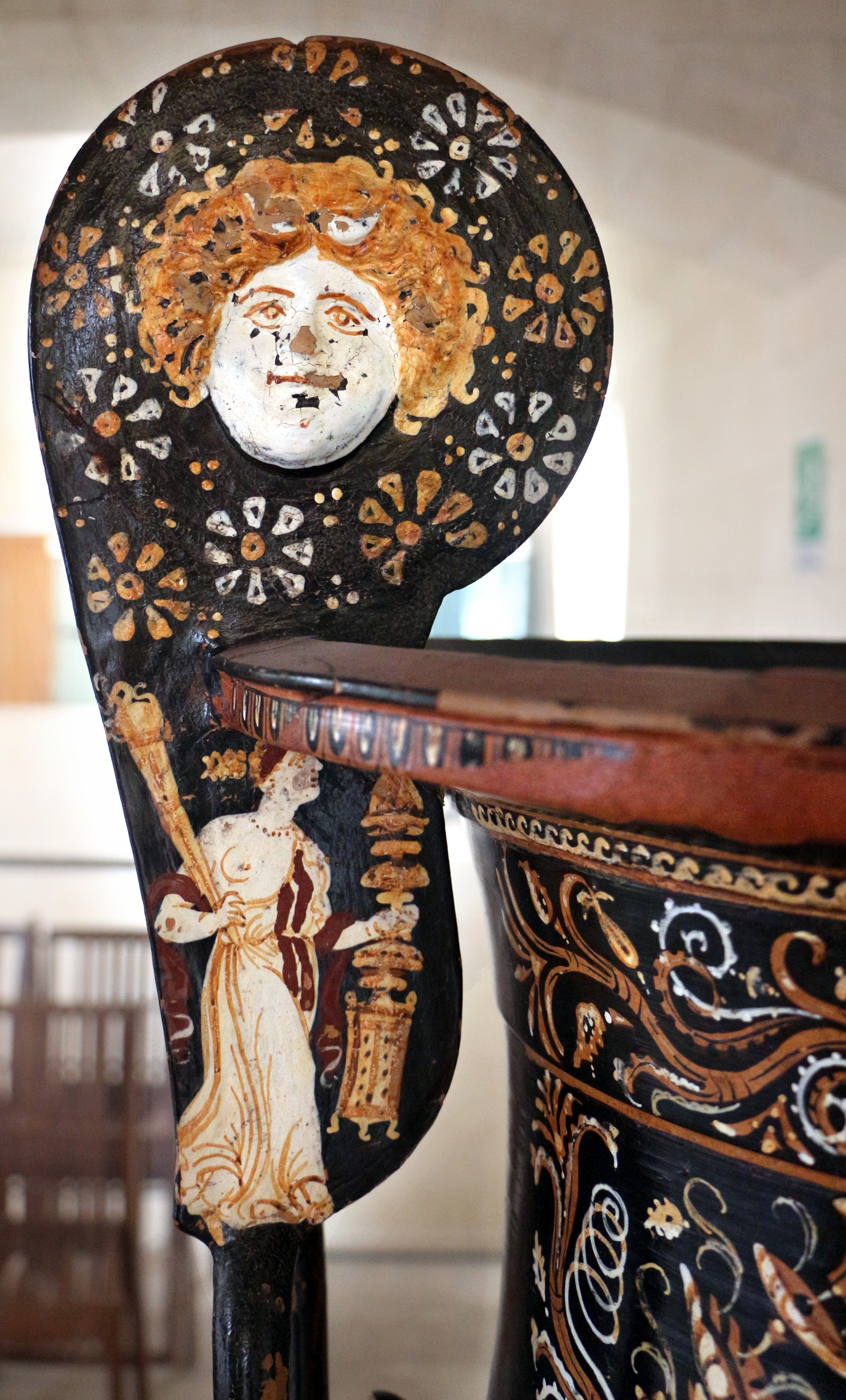
Polikróm női fej, voluta-kratér, részlet, i. e. 4. század utolsó harmada

A Fehér fejfedők festője körülbelül i. e. 320 és i. e. 310 között aktív,  Dél-Itáliában, Apuliában alkotó görög vázafestő volt. Pontos születési és halálozási dátuma nem ismert és mivel nem szignálta alkotásait, neve sem maradt ránk. Nevét a képein gyakran feltűnő jellegzetes fehér fejfedőkről kapta.  
A másik jelentős késői apuliai vázafestő, a Baltimore-i festő közvetlen követője és munkásságának örököse volt. Az alkotásaik közötti szoros kapcsolat főleg az utóbbi korai képein feltűnő, az edénycsoport egyes darabjait korábban a Baltimore-i festő munkáinak tartották. Több edényen Hadész és Perszephoné jelenik meg alvilági palotájukban, a képek előképei egyértelműen a Baltimore-i festő voluta-kratérekre festett jelenetei voltak. Díszítésmódjuk és a M-fogójú kis hüdria jelenléte (amit a Baltimore-i festő és követői alkalmaztak egyes képeken) is bizonyítja az előbbi erőteljes hatását, viszont rajzstílusuk sokban különbözik egymástól. Gyors ecsetvonásokkal megrajzolt, háromnegyedes perspektívában ábrázolt arcai sokkal kifejezőbbek mint elődje képein. A nők fején gyakran megjelenő fehér fejfedők a festő munkásságának legfeltűnőbb jellegzetességei. Korai munkái közé tartozik néhány lutrophorosz is mitológiai jelenetekkel.     
Számos voluta-kratért és amforát naszkosz jelenetekkel (figura vagy figurák egy kisméretű templomban) díszített, némelyik nagyobb méretű edényen a naszkoszban négy alak látható, a többin viszont csak egy. Az edények hátoldalára jellegzetes stílusban legtöbbször egy női fejet festett, ami miatt ez az edénycsoport a valószínűleg ugyanabban a műhelyben készült úgynevezett Kantharosz-csoporthoz sorolható. A fejeket borító pontokkal, vonalakkal és keresztekkel díszített fehér fejfedők tetején egy dupla csomót ábrázolt. Az alakok széles fehér pánttal leszorított fekete haja homlokukba lóg, felső részére rajzolt vonal kakastaréjhoz hasonlít. Az ehhez hasonló fejábrázolások egyedüli dekorációs elemként majdnem hatszáz, legtöbbször kisebb méretű edényen azonosíthatók, számos kantharoszon (innen kapta a csoport a nevét), valamint különböző típusú oinokhoékon, tálakon, lekanékon, kör alakú püszixeken.
A Fehér fejfedők festője ezen kívül sok kisebb edényt is díszített figurális jelenetekkel leginkább fiatal férfiakat, nőket és Erószt, Nikét vagy kocsijeleneteket ábrázolva rajtuk. Ez utóbbiakból számos edény a Canosa közelében lévő Varrese hipogeumból került elő és a figurák két sorban helyezkednek el rajtuk. A felső sorba  kocsijelenetet festett az alsóban férfi-, nőalakok vagy Erósz látható. Azon a részen ahol a váza fogója kapcsolódik az edény testéhez legtöbbször egy domborműszerűen kialakított női fej jelenik meg rajtuk, így ezek az edények az i. e. 3. századi  canosai stílusú polikróm edényeinek előfutárainak tekinthetők.
Egy valamivel későbbi edénycsoport ami feltételezhetően ugyanebben a műhelyben készült de nem maga a művész dekorált hasonló stílusjegyeket mutat de alacsonyabb színvonalú kivitelezésben. A figurák testtartása hanyag és a férfialakok fokozatosan egyre nőiesebbé válnak rajtuk. A varresei lelőhelyről ebből a csoportból is számos, esetek jelentős részében hanyagul megrajzolt váza ismert.